# Fekete-víz (Baranya vármegye)
A Fekete-víz Marócsa községtől északra ered, Baranya vármegyében. A patak forrásától kezdve keleti irányban halad Drávapalkonyáig, ahol beletorkollik a Drávába.
A Fekete-víz vízgazdálkodási szempontból az Alsó-Duna jobb part Vízgyűjtő-tervezési alegység működési területéhez tartozik.
A patak az Egyesült Gyöngyös, az Almás-patak és az Endrőc-Felső-csatorna összefolyásából keletkezik Marócsánál, amely tulajdonképpen így az Egyesült Gyöngyös patak folytatása. A Fekete-vízbe torkollik a Denci-árok, a Körcsönye-csatorna, az Okor-patak, a Pécsi-víz, a Nádas-tói-árok, az Egerszegi-csatorna.

## Part menti települések
- Marócsa
- Okorág
- Kákics
- Besence
- Nagycsány
- Vajszló
- Baranyahídvég
- Sámod
- Cún
- Szaporca
- Tésenfa
- Drávacsehi
- Drávapalkonya